# Parargidia scalena
Parargidia scalena är en fjärilsart som beskrevs av Felder 1874. Parargidia scalena ingår i släktet Parargidia och familjen nattflyn. Inga underarter finns listade i Catalogue of Life.